# قصة الهائيكي
«قصة الهائيكي» (باليابانية: 平家物語)، من أهم المصنفات في الأدب الياباني، ملحمة تدور أحداثها في يابان العصور الوسطى.
قام مؤلف مجهول بتجميع العديد من الروايات والقصص الشائعة في ذلك العهد والتي بقى تداولها يتم شفويا، استغرق العمل سنوات عدة ما بين 1190 و1221 م. بعد انتهاء التجميع قام بتشكيلها حتى تكون وحدة كاملة مستمرة ثم صياغتها شعرياُ وانتهى من ذلك عام 1240 م.
تدور أحداث القصة حول الصراع الدائر بين عشريتي الـ«ميناموتو» والـ«تائيرا» للسيطرة على اليابان في القرن الثاني عشر للميلاد. ولفظ هائيكي هو القراءة الصينية للمقطع الصيني الذي يرمز لاسم عشيرة الـ«تائيرا».